# O Gud, om allt mig säger
O Gud, om allt mig säger är en psalm med text skriven av Johan Olof Wallin.

## Publicerad i
- 1819 års psalmbok som nr 295 under rubriken "Kristligt sinne och förhållande - I allmänhet: Förhållandet till oss själva och nästan: Tidens och världens rätta bruk".[1]